# Данило Калафатовић
Данило Калафатовић (Конарево, код Краљева, 27. октобар 1875 — Мозбург на Изару, 1946) је био армијски генерал Југословенске војске. Током Априлског рата налазио се на позицији команданта Команде позадине да би 15. априла 1941. године, био именован начелником Главног генералштаба Врховне команде са овлашћењем да поведе преговоре о примирју. Током првог пензионисања од 1930. године био је директор Радио Београда.

## Биографија
Данило С. Калафатовић рођен је 27. октобра 1875. године у селу Конарево надомак Краљева. У војску је ступио 1893, као питомац 26. класе ниже школе Војне Академије. Даље школовање је наставио као питомац 8. класе више школе Војне академије. Од 1900–1902. године, био је слушалац Артиљеријске школе у Фонтенблоу (Француска) а од 1904–1907. био је на генералштабној припреми.
Оженио се 1909. године Милицом, кћерком Драгомира Лазаревића окружног начелника у пензији из Шапца. Његов син Ратко био је питомац 57. класе Војне академије Краљевине Југославије (завршио као први у рангу).

## Активна служба
По завршетку школовања, 1900. године, одређен је за командира чете и ордонанса краља. Од 1902. именован командиром 5. батерије 2. дивизиона хаубичког артиљеријског пука па потом од 28. октобра 1903. године, командир 3. батерије 1. дивизиона Дунавског артиљеријског пука. Након тога поново је постављен 6. априла 1907. године, за ордонанса краља. Помоћником начелника генералштаба Дунавске дивизијске области именован је 3. децембра 1907. године, поред редовне дужности. Почетком 1909. године, постављен за начелника генералштаба Тимочке дивизијске области. На тој дужности се задржао кратко јер је већ 8. априла послат за војног изасланика у Бугарску а од 27. априла 1911. године и у Румунију, и на тим дужностима је остао до 1913. године. Почетком Балканских ратова био је у штабу 2. армије. Дана 2. септембра 1913. постављен за команданта 3. батаљона 7. пешадијског пука а потом од 1. априла до 13. априла 1914. и за команданта Брегалничког пешадијског пука. Током Арнаутске побуне 1913. године, био је командант 7. пешадијског пука.
Почетком Првог светског рата од 28. августа 1914. до 16. априла 1916. године, био је начелник штаба Моравске дивизије II позива, да би током укрцавања трупа у Валони (1916) био је именован председником Комитета. Након тога послат у Врховну команду на место начелника Обавештајног одсека. Дана 25. августа 1917. године па све до 4. маја 1920. године, постављен за начелника Оперативног одељења Врховне команде. У новоформираној Војсци Краљевине СХС 1920. године, као француски ђак послат у Париз и Рапало на место војног експерта. Од 12. априла 1920. до 1922. године, био је војни изасланик у Паризу. Другим помоћником начелника Главног генералштаба именован је 15. јануара 1922. године, након повратка из Француске. За шефа секретаријата Савета земаљске одбране и помоћника министра војске и морнарице постављен је од 29. јануара 1923. до 26. фебруара 1924. године. Командант Дравске дивизијске области постао је 30. априла 1925. да би од 1. јануара 1928. године, био именован првим помоћником начелника Главног генералштаба. Од 11. априла 1929. године вршилац дужности па потом командант II армијске области. Инспектор земаљске одбране постао је 2. августа 1930. и са те позиције по својој молби стављен у пензију 25. октобра 1930. године. Директор Радио Београда био је од 1930. до 1939. године.
Пред сам почетак Априлског рата реактивиран је и постављен је за Команданта позадине Врховне команде. Председник владе армијски генерал Душан Симовић поставио га је 14. априла, за начелника штаба Врховне команде Југословенске војске са овлашћењем да поведе разговоре о примирју. Калафатовић је за ту дужност одредио бившег министра иностраних послова Александра Цинцар-Марковића и дивизијског генерала Радивоја Јанковића да преговарају са силама Осовине. Силе Осовине су то одбиле и захтевале су да Краљевина Југославија потпише безусловну капитулацију. Капитулација је потписана у Београду 17. априла. Са строго правне тачке гледишта, капитулација југословенске војске је била нелегитимна, пошто је Калафатовић од Симовића добио овлашћење да само преговара о примирју и он као ратни заробљеник није имао право да иступа у име југословенске државе или војске. Након тога је интерниран у Немачку где је и преминуо 1946.

## Официрско напредовање и одликовања
Унапређен је у чин: артиљеријског потпоручника 1896; капетана 1903; пуковника 1. октобра 1915; дивизијског генерала 5. јануара 1923. и армијског генерала 11. априла 1930.
Одликован је Орденом Карађорђеве звезде са мачевима III и IV степена, Орденом Карађорђеве звезде IV степена, Орденом белог орла са мачевима III, IV и V степена, Орденом Светог Саве I и II степена, Златном медаљом за храброст и бројним другим медаљама и споменицама.

## Галерија
- Калафатовић током преговора у Рапалу, 1920. године
- Калафатовић у свом кабинету
- Војна књижица и ратна архива Калафатовића која се данас налази у Торонту